# Murmidiinae
Murmidiinae es una subfamilia de coleópteros polífagos.

## Géneros
- Botrodus - Murmidius - Mychocerinus